# Асперсоріум

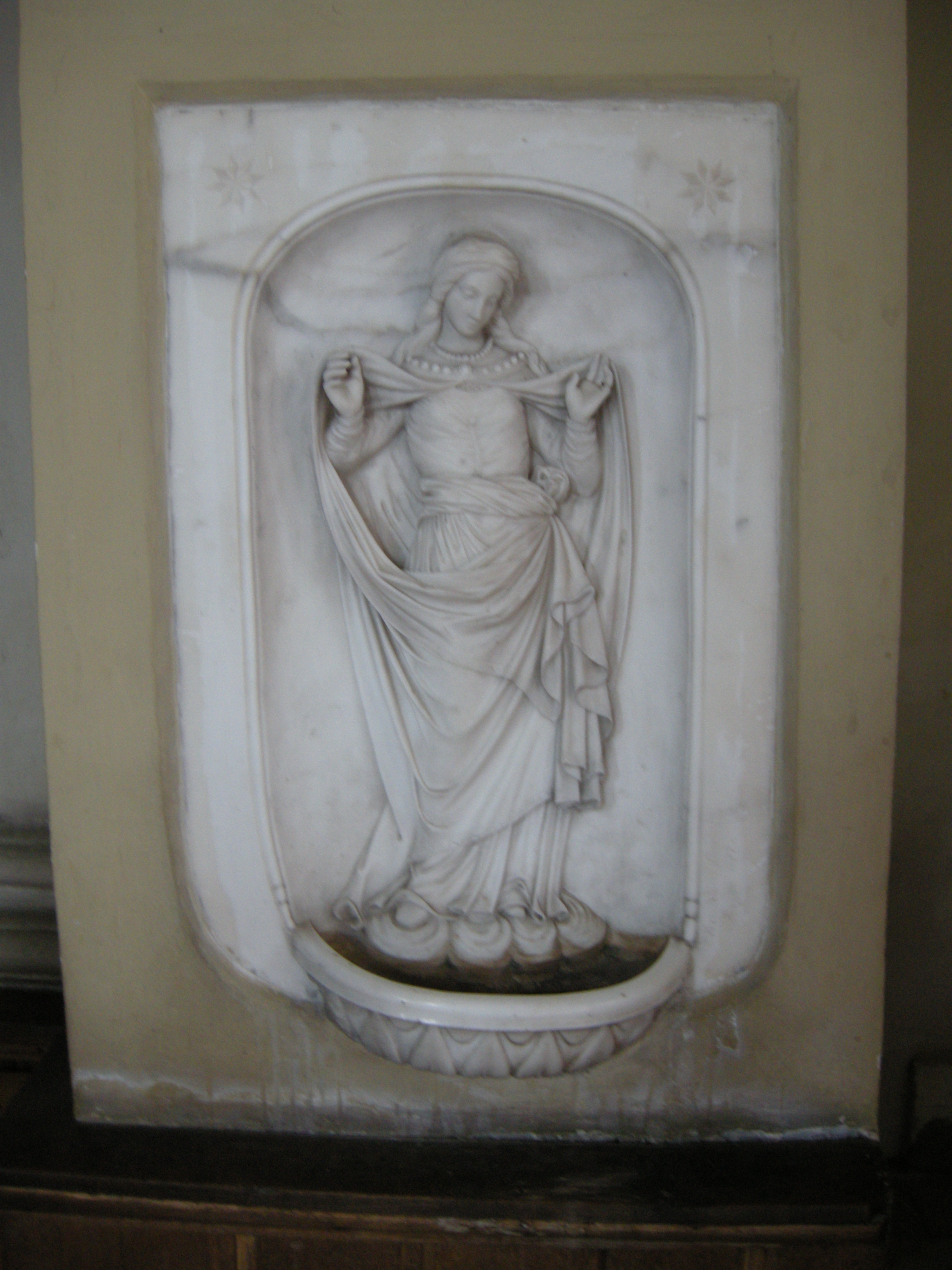
Асперсоріум у костелі Св. Станіслава, Кременець

Асперсоріум (лат. aspersorium) — кам'яна або металева посудина для свяченої води, встановлена в притворі християнського храму. Може бути також у вигляді заглиблення у стіні, що має форму посудини. В побуті встановлюється обабіч вхідних дверей до помешкання. Призначається для змочування пальців у свяченій воді перед здійсненням хресного знамення.
Також асперсоріумом називають начиння для перенесення свяченої води, що зазвичай має вигляд невеличкого храму.